# Assedio di Masulipatam
L'assedio di Masulipatam è stato un assedio britannico alla città Masulipatam, all'epoca dei fatti controllata dai francesi, durante la guerra dei sette anni. L'assedio cominciò il 6 marzo 1759 e finì il 7 aprile con la presa della città da parte degli inglesi. Gli inglesi erano comandati dal Colonnello Francis Forde, mentre i difensori francesi erano sotto il comando di Hubert de Brienne, conte di Conflans. La presa della città da parte degli inglesi, alleggerì le operazioni militari durante l'assedio di Madras.